# Бедер Кайседо
Бедер Кайседо (ісп. Beder Caicedo, нар. 13 травня 1992, Сан-Лоренсо) — еквадорський футболіст, захисник клубу «Індепендьєнте дель Вальє» і національної збірної Еквадору.

## Клубна кар'єра
Народився 13 травня 1992 року. Вихованець юнацьких команд футбольних клубів «Абуелос» і «Депортіво Кока».
У дорослому футболі дебютував 2012 року виступами за команду ЕСПОЛІ, в якій провів один сезон, взявши участь у 31 матчі чемпіонату. 
Згодом з 2013 по 2017 рік грав у складі команд «Депортіво Америка», ЕСПОЛІ, «Текніко Універсітаріо» та «Дельфін».
2017 року став гравцем «Барселони» (Гуаякіль). Відіграв за  гуаякільську команду наступні два сезони своєї ігрової кар'єри і був основним гравцем захисту команди.
До лав «Індепендьєнте дель Вальє» приєднався 2020 року. Наступного року став у його складі чемпіоном Еквадору, а 2022 року — володарем Південноамериканського кубка.

## Виступи за збірну
2018 року дебютував в офіційних матчах у складі національної збірної Еквадору.
У складі збірної був учасником розіграшу Кубка Америки 2019 року у Бразилії.

## Титули і досягнення
- Чемпіон Еквадору (1):

«Індепендьєнте дель Вальє»: 2021
- Володар Південноамериканського кубка (1):

«Індепендьєнте дель Вальє»: 2022